# ميشيل سكاتار
ميشيل سكاتار مواليد 30 ديسمبر 1985 في كوبر، جمهورية يوغوسلافيا الاشتراكية الاتحادية، هو لاعب كرة يد كرواتي يلعب كظهير أيمن. مثل منتخب إيطاليا لكرة اليد.

## الإنجازات
كأس أوروبا لكرة اليد
- الوصافة: 2012–13

## روابط خارجية
- ميشيل سكاتار على موقع الاتحاد الأوروبي لكرة اليد (الإنجليزية)
- ميشيل سكاتار على موقع الاتحاد الفرنسي لكرة اليد (الفرنسية)